# Supergrass
Supergrass er et rockband med rødder i Oxford, England. Bandet består af brødrene Gaz Coombes (forsanger og guitarist) og Rob Coombes (keyboard), Danny Goffey (trommer og vokal) og Mick Quinn (bas og vokal).
Deres første single Caught By the Fuzz blev udgivet i 1994 i 250 eksemplarer der blev revet væk, og Supergrass skrev derefter kontrakt med EMI-pladeselskabet Parlophone som genudgav singlen. Debutalbummet I Should Coco (1995) strøg direkte ind på den britiske hitlistes førsteplads og blev i Danmark især kendt for hittet Alright. Efterfølgeren In It For The Money blev også vel modtaget såvel af anmeldere som kommercielt selvom den tydelige Britpop-stil fra debutalbummet nu havde fået en anderledes mørk lyd.
Supergrass' tredje album Supergrass (1999) opnåede ikke samme succes som forgængerne, og bandet holdt efterfølgende en tre-årig pause.
I 2002 udkom albummet Life On Other Planets (LOOP) som fik roser af anmelderne dog uden at sætte voldsomt gang i pladesalget. I Danmark fik sangen Seen the Light en vis eksponering da mobilselskabet Orange benyttede den i en tv-reklame. LOOP blev det første album hvor Rob Coombes officielt blev anerkendt som bandmedlem selvom han også deltog på de tidligere.
Gruppens noget dystre, femte album Road to Rouen (2005) fik en knap så succesfuld modtagelse der dog rækkede til en niendeplads på den britiske hitlise.

## Diskografi
- I Should Coco (1995)
- In It for the Money (1997)
- Supergrass (1999)
- Life on Other Planets (2002)
- Road to Rouen (2005)
- Diamond Hoo Ha (2008)